# 同志社女子大学
同志社女子大学（日语：／ doushisha joshi daigaku *、英語: Doshisha Women's College of Liberal Arts）是本部位于日本京都府京田邊市興户的日本私立大学，学校前身创办于1876年，1949年设立同志社女子大学。简称同女（どうじょ）、同女大（どうじょだい）。

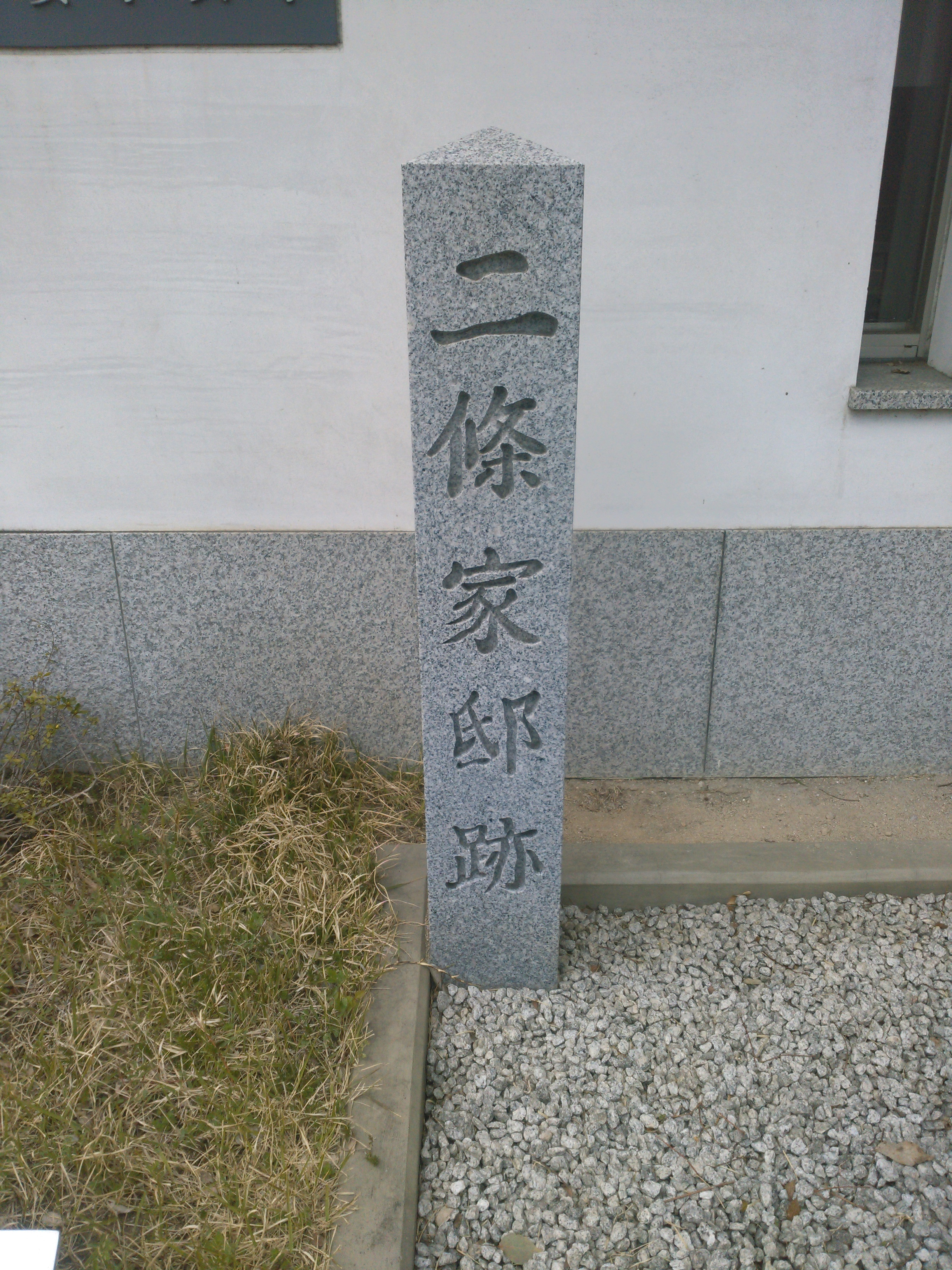
二条家遗址石碑（同志社女子大学前）

## 总览

### 整体情况
学校起源于1876年成立的女子塾，由同志社大學的创办人新岛襄的妻子新岛八重与传教士 A.J. Starkweather 创办。
1949年，由当时的同志社女子专门学校改名为同志社女子大学，设立学艺学部。目前设6个学部、11个学科和4个研究科。
同志社女子大学拥有两个校区，京田边校区位于京都郊外的关西科学城地区，用地广阔，今出川校区位于京都市中心。今出川校区位于京都御所北边，旧时伏見宮和二条家（五摄家之一）的宅邸就位于此。

### 创立精神
1949年2月17日颁布的《同志社女子大学学则》，确立了基督教主义、自由主义、文理教育的办学理念。

### 教育研究
文理教育（Liberal arts education）被确立为学校教育的支柱，该大学的英文名称是“Doshisha Women's College of Liberal Arts（简称：DWCLA）”。
学校设立了灵活的课程结构，使学生可以参加其他系的课程以及专业领域的研究，并旨在培养能够接受广泛教育并在社会中发挥积极作用的女性。近年来，它是日本注册营养师，药剂师和小学教师就业考试中通过率最高的学校。
2009年，学艺学部英语英文学科和日本语日本文学科改组为表象文化学部，并迁至毗邻京都御所的今出川校区。 

## 沿革

### 略历

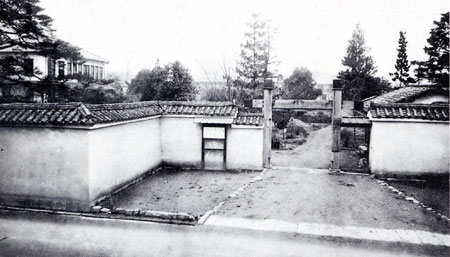
建校时同志社女学校正門

学校的前身是1876年在京都御苑柳原家的J.D.Davis宅邸建立的一所女子墅（教授缝纫、手工、染色等的女子学校），新岛襄认识到了当时女性教育的重要性，这也是建立女校的原因（当时同志社英学校只招收男生）。 新岛襄和他的妻子新岛八重、J.D. Davis、A.J. Starkweather都参与了学校的建立。

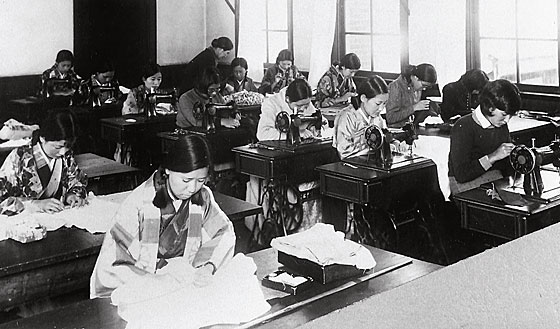
1930年（昭和5年）制衣课

### 柳原家（创办时校舍）
柳原家是日野家的一个分支，是一个在室町时代特别兴盛的贵族家族。 江户时代末期，柳原光爱的次女柳原爱子成为明治天皇的侍女，并生下大正天皇。 
柳原家宅现在是京都御苑中京都迎宾馆的一部分，离今出川校区不远。

### 年表
- 1875年 新岛襄创办同志社英学校，是为同志社大學前身。
- 1876年 在位于京都御苑的柳原家旧邸内的 Jerome Dean Davis 住所建立了女子学校。
- 1877年 在女子学校的基础上，成立了同志社分校女红场。同年9月，改称为同志社女学校（校长：新岛襄）
- 1888年 同志社女学校更名为同志社女学院，设立了两年制的师范、文学、神学专业。
- 1889年 同志社女学院更名为同志社女学校。
- 1901年 设立专门学部。
- 1904年 专门学部更名为高等学部。
- 1912年 高等学部取消，并根据《专门学校令》建立了专门学部，下设英语科和家政科。
- 1923年 四位专业学部的毕业生进入同志社大学。
- 1924年 贞明皇后来校访问[3]。
- 1930年 更名为同志社女子专门学校。
- 1949年 撤立女子专门学校，并成立了同志社女子大学学艺学部（英语文学专业，音乐专业，食品学专业）。
- 1967年 家政学部设立，下设家政学科与食物学科。
- 1986年 田边校区（现为京田边校区）创建。
- 1986年 开设短期大学部，下设英美语科和日本语日本文学科。
- 1989年 开设学艺学部日本语文学科。
- 2000年 开设当代社会学部社会系统学科。
- 2002年 开设学艺学部信息媒体学科。
- 2003年 取消短期大学部。
- 2004年 开设现代社会学部现代儿童学科。
- 2005年 设立药学部医疗药学科。
- 2006年 药学部医疗药学科转变为6年制。
- 2007年 开设学艺学部国际人文科学专业。
- 2009年 学艺学部英语英文学科与日本语日本文学科改制为表象文化学部，迁至今出川校区。
- 2015年 开设看护学部看护学科。

## 概况

### 位置
- 今出川校区（京都市上京区今出川通寺町）
- 京田边校区（京都府京田边市興戸）

### 象征

#### 校徽

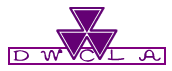
同志社女子大学校徽

同女大的校徽是由三个等边三角形，代表了同志社“智、徳、体”三位一体的教育理想，以及下方的字母“ DWCLA”（“Doshisha Women's College of Liberal Arts”的缩写）构成。

#### 校色
皇室紫（介于古代紫色和江户紫色之间的中性色）和白色，与创始人新岛襄母校阿默斯特学院的校色相同。

#### 校歌
江森國友作詞、原嘉壽子作曲。

## 教育与研究

### 组织

#### 学部
- 学艺学部
  - 音乐学科
    - 演奏专攻
    - 音乐文化专攻

  - 信息媒体学科
  - 国際教養学科
- 現代社会学部
  - 社会系统学科
  - 現代儿童学科
- 药学部
  - 医疗药学科
- 表象文化学部
  - 日本語日本文学科
  - 英語英文学科
- 生活科学部
  - 人间生活学科
  - 食物营养学科
    - 食物科学专攻
    - 管理营养士专攻
- 看护学部
  - 看护学科

#### 研究科
- 文学研究科
  - 英语英文学专攻
  - 日本语日本文化专攻
  - 情报文化专攻
- 国际社会系统研究科
  - 国际社会系统专攻
- 药学研究科（2012年开设）
  - 医疗药学专攻
- 生活科学研究科
  - 食物营养科学专攻
  - 生活设计专攻

#### 附属机构
- 同志社女子大学图书馆
- 教育研究促进中心

## 学生生活

### 大学祭
与同志社大学类似，大学祭“同志社EVE”为期三天，在同志社成立纪念日11月29日之前在今出川校区内举行。
在过去，所有同志社学校共同举办EVE，但自1950年代以来，同女大开始独自举办自己的EVE，从1962年开始，EVE被确定为正式的大学祭。

## 设施

### 校园

#### 京田边校区
- 使用学部：学艺学部、现代社会学部、药学部、看护学部
- 使用研究科：文学研究科情报文化专攻、国际社会系统研究科国际社会系统专攻、药学研究科医疗药学专攻
- 使用的附属设施：京田边图书馆
- 交通方式：片町线（学研都市线）同志社前站、近铁京都线興戶站

1986年，在关西文化学术研究都市的一部分设立了田边校区，1999年改名为现在的名称。毗邻同志社大学京田边校区和同志社国际初高中，场地广阔。

#### 今出川校区
- 使用学部：表象文化学部、生活科学部

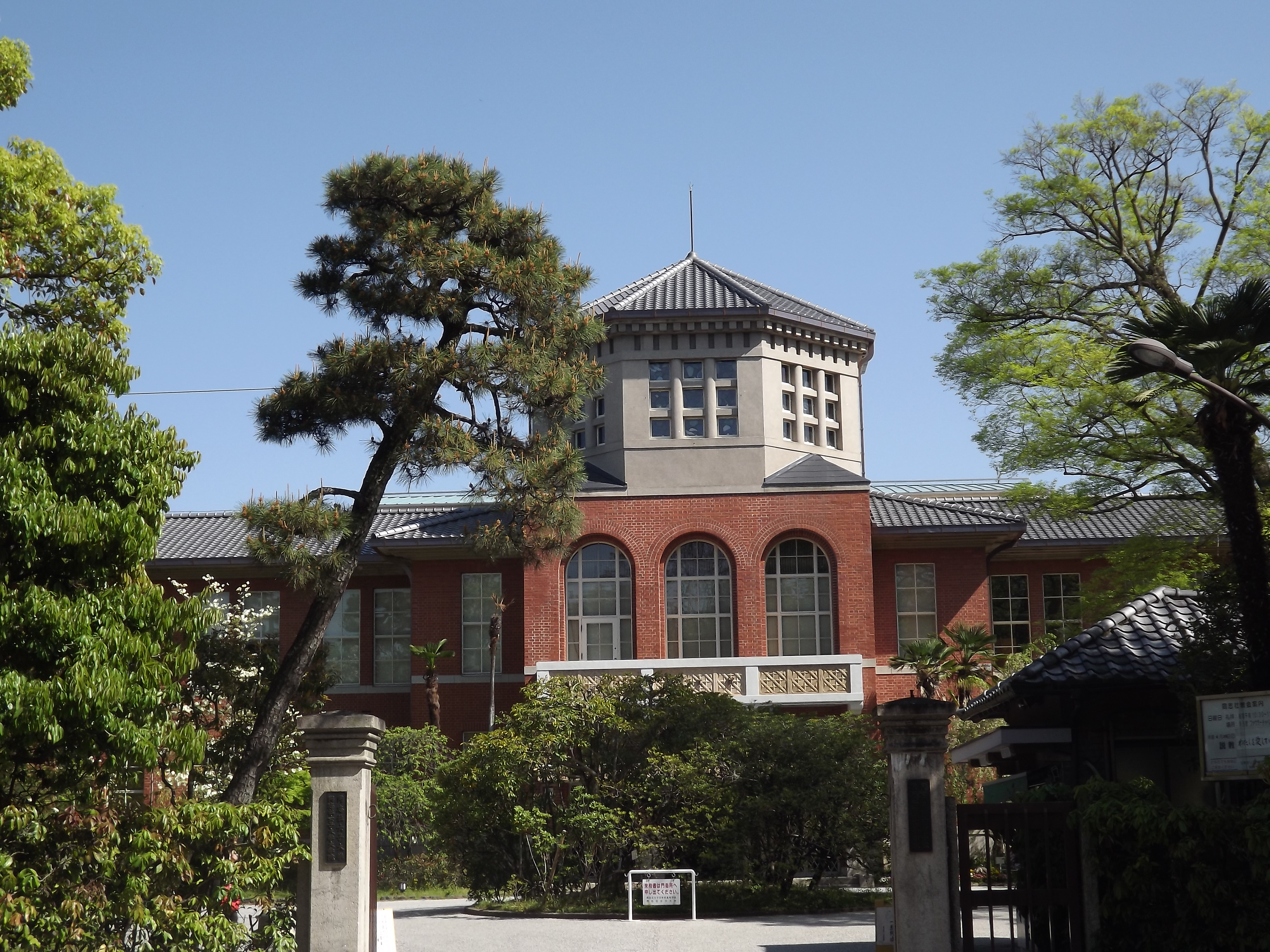
荣耀堂

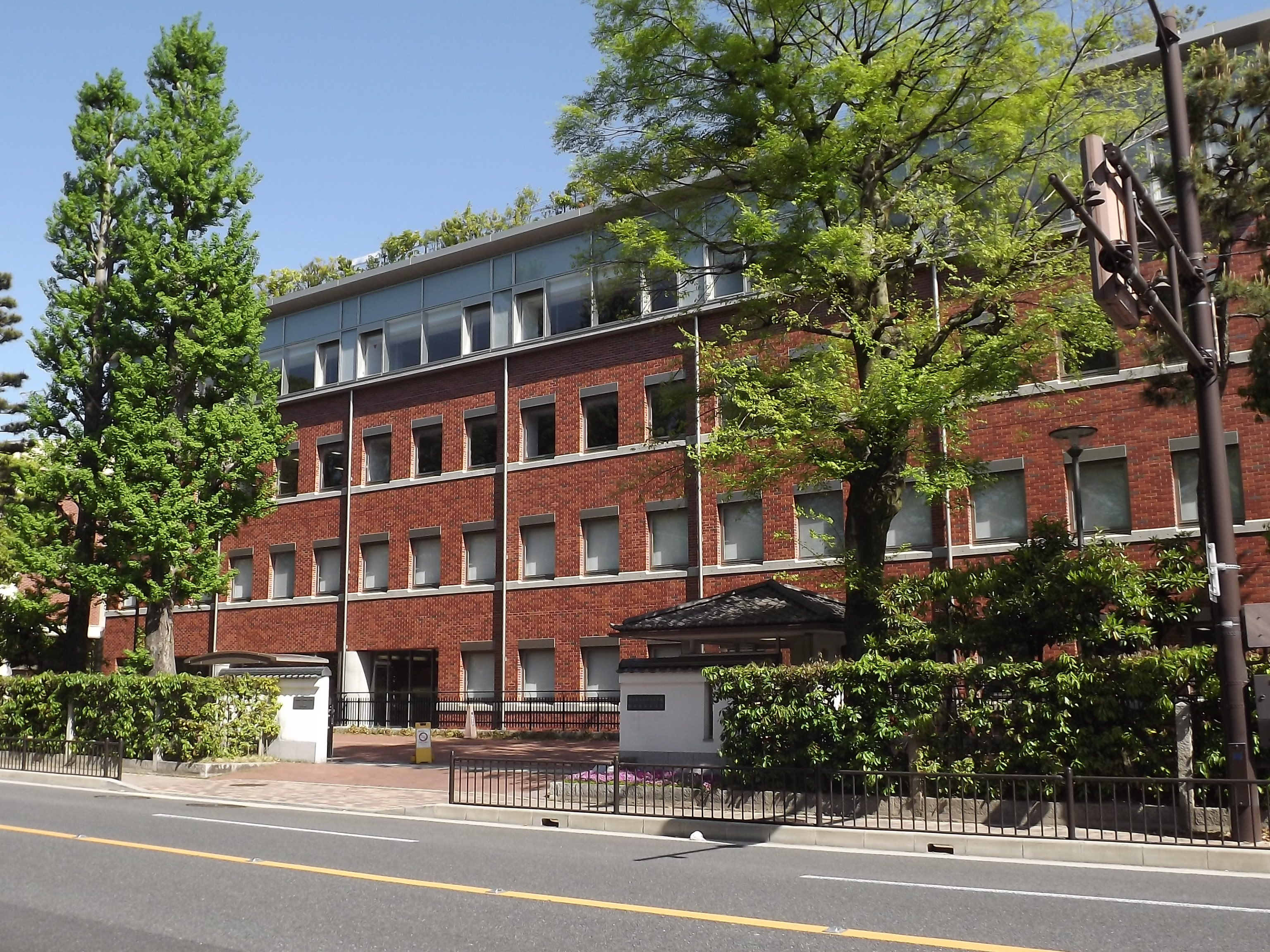
正版建筑

- 使用研究科：文学研究科英语英文学专攻、日本语日本文化专攻、生活科学研究科生活设计专攻、食物营养科学专攻
- 使用的附属设施：今出川图书馆
- 交通方式：京都市营地下铁乌丸线今出川站、京阪电铁鸭东线出町柳站

今出川校区毗邻同志社大学今出川校区、同志社女子初中和高中、同志社幼儿园、京都御苑和相国寺。
校区内的荣光馆和詹姆斯馆被登记为国家有形文化遗产。詹姆斯馆由武田五一设计，建于1914年。此外，这所校园也是伏见宫家和五摄家之一的二条家的旧址。在2008年新建成的纯正馆1楼的大厅中，还展示着从二条家住宅中挖掘的物品。

## 对外关系

#### 海外合作大学
美国（18所）
- 贝米吉州立大学 （页面存档备份，存于）（明尼苏达州贝米吉）
- 卡斯尔顿大学 （页面存档备份，存于）（佛蒙特州卡斯尔顿）
- 查塔姆大学 （页面存档备份，存于）（宾夕法尼亚州匹兹堡）
- 恩波里亚州立大学 （页面存档备份，存于）（堪萨斯州恩波里亚）
- 玛丽鲍德温大学 （页面存档备份，存于）（弗吉尼亚州斯汤顿）
- 密利根大学 （页面存档备份，存于）（伊利诺伊州迪凯特）
- 俄勒冈州立大学 （页面存档备份，存于）（俄勒冈州科瓦利斯）
- 史密斯学院 （页面存档备份，存于）（马萨诸塞州北安普敦）
- Sweet Briar College （页面存档备份，存于） （弗吉尼亚州Sweet Briar）
- 阿肯色大学史密斯 （页面存档备份，存于）堡（阿肯色史密斯堡）
- 加州大学尔湾分校 （页面存档备份，存于）（加州尔湾）
- 加州大学河滨分校 （页面存档备份，存于）（加利福尼亚河滨）
- 马萨诸塞大学阿默斯特分校（页面存档备份，存于） （马萨诸塞州阿默斯特）
- 内布拉斯加大学卡尼分校 （页面存档备份，存于）（内布拉斯加州卡尼）
- 俄勒冈大学（俄勒冈州 （页面存档备份，存于）尤金）
- 南加州大学 （页面存档备份，存于）（加利福尼亚洛杉矶）
- 威尔斯学院 （页面存档备份，存于）（纽约奥罗拉）
- 扬斯敦州立大学 （页面存档备份，存于）（俄亥俄州扬斯敦）

加拿大（12所）
- 阿卡迪亚大学 （页面存档备份，存于）（新斯科舍省沃尔夫维尔）
- 阿尔戈玛大学 （页面存档备份，存于）（安大略省圣玛丽）
- 艾里森山大学 （页面存档备份，存于）（新不伦瑞克萨克维尔）
- 圣玛丽大学 （页面存档备份，存于）（新斯科舍省哈利法克斯）
- 圣托马斯大学 （页面存档备份，存于）（新不伦瑞克省弗雷德里克顿）
- 特伦特大学 （页面存档备份，存于）（安大略省彼得伯勒）
- 艾伯塔大学 （页面存档备份，存于）（艾伯塔省埃德蒙顿）
- 圭尔夫大学 （页面存档备份，存于）（安大略省居尔夫）
- 曼尼托巴大学 （页面存档备份，存于）（温尼伯，曼尼托巴）
- 维多利亚大学 （页面存档备份，存于）（不列颠哥伦比亚省维多利亚）
- 温尼伯大学 （页面存档备份，存于）（曼尼托巴省温尼伯）
- 温哥华岛大学 （页面存档备份，存于）（不列颠哥伦比亚省纳奈莫）

英国（11所）
- 兰开斯特大学 （页面存档备份，存于）（英格兰兰开斯特）
- 纽卡斯尔大学 （页面存档备份，存于）（英国泰恩河畔纽卡斯尔）
- 牛津布鲁克斯大学 （页面存档备份，存于）（英国牛津）
- 贝尔法斯特女王大学 （页面存档备份，存于）（北爱尔兰贝尔法斯特）
- 伦敦大学皇家霍洛威学院 （页面存档备份，存于）（英格兰萨里）
- 布拉德福德大学 （页面存档备份，存于）（英国布拉德福德）
- 东英吉利大学 （页面存档备份，存于）（英国诺里奇）
- 埃塞克斯大学 （页面存档备份，存于）（英格兰科尔切斯特）
- 埃克塞特大学 （页面存档备份，存于）（英国埃克塞特）
- 利兹大学 （页面存档备份，存于）（英国利兹）
- 华威大学 （页面存档备份，存于）（英国考文垂）

澳洲（6所）
- 迪肯大学 （页面存档备份，存于）（墨尔本，吉朗和瓦南布尔，维多利亚）
- 格里菲斯大学 （页面存档备份，存于）（昆士兰州布里斯班和黄金海岸）
- 南十字大学 （页面存档备份，存于）（黄金海岸，科夫斯港和利斯莫尔，昆士兰州）
- 墨尔本大学 （页面存档备份，存于）（维多利亚墨尔本）
- 新南威尔士大学 （页面存档备份，存于）（新南威尔士州悉尼）
- 卧龙岗大学 （页面存档备份，存于）（新南威尔士州卧龙岗）

新西兰（1所）
- 惠灵顿维多利亚大学 （页面存档备份，存于）（惠灵顿）

德国（2所）
- 杜塞尔多夫大学 （页面存档备份，存于）（杜塞尔多夫）
- 萨尔兰德斯大学 （页面存档备份，存于）（Saarlandes）

中国大陆（2所）
- 北京大学 （页面存档备份，存于）（北京）
- 西安交通大学 （页面存档备份，存于）（西安）

台湾[中华民国]（6所）
- 中国文化大学 （页面存档备份，存于）（台北）
- 辅仁大学 （页面存档备份，存于）（新北）
- 国立高雄工业大学 （页面存档备份，存于）（高雄）
- 国立高雄大学 （页面存档备份，存于）（高雄）
- 普罗维登斯大学（台中）
- 东吴大学 （页面存档备份，存于）（台北）

韩国（2所）
- 首尔女子大学 （页面存档备份，存于）（首尔）
- 崇信女子大学 （页面存档备份，存于）（首尔）

菲律宾（3所）
- 马尼拉雅典大学 （页面存档备份，存于）（奎松）
- 德拉萨大学 （页面存档备份，存于）（马尼拉）
- 菲律宾大学帝力曼 （页面存档备份，存于）（奎松）

越南（2所）
- 对外贸易大学 （页面存档备份，存于）（河内）
- 越南国立大学河内大学外语大学 （页面存档备份，存于）（河内）

泰国（2所）
- 朱拉隆功大学 （页面存档备份，存于）（曼谷）
- 法政大学 （页面存档备份，存于）（曼谷）

马来西亚（1所）
- 马来亚大学 （页面存档备份，存于）（吉隆坡）

## 社会关系

### 文化财

#### 国家注册的有形文化财
- 建筑物
  - 同志社女子大学詹姆斯馆
  - 同志社女子大学荣光堂

### 联合国全球契约
2009年，成为日本第三所、西日本第一所参加该活动的大学。

## 官方网站
- 同志社女子大学（页面存档备份，存于）